# 城口独活
城口独活（学名：Heracleum fargasii）为伞形科独活属的植物，为中国的特有植物。分布于中国大陆的四川等地，生长于海拔2,000米的地区，多生于山坡林下，目前尚未由人工引种栽培。

## 别名
独活（四川）